# 彭文正
彭文正（1961年5月29日—），台灣新聞學者、媒體人，生於新竹縣新埔鎮。曾任國立臺灣大學新聞研究所所長、教授、客家電視台執行長、台灣電視公司記者、陸軍《東湧日報》記者、中華民國法務部檢察官評鑒委員會委員兼發言人。畢業於美國威斯康星大学麦迪逊分校大眾傳播博士、美國威斯康辛大學公共行政碩士、台大農推系，曾主持《政經看民視》、創設網路媒體《讀報》，被民视辞退后創辦政經傳媒與網路媒體《呷新聞》，與其妻李晶玉主持新聞節目《政經關不了》，同時在國立臺灣大學兼任教授。2021年11月19日，因滯留美國未歸遭到臺灣臺北地方法院發布通緝令。，現居於美國加利福尼亞州舊金山。

## 生平
彭文正生於1961年，為新竹縣新埔鎮客家人，父親彭贊銜是教師。1985年至1987年，彭文正於東引島服兵役，擔任中華民國陸軍軍中報紙《東湧日報》義務役記者，「每天的工作就是採訪、撰稿、拍照、洗照片，把一個版給塞滿，偶爾擔任指揮官的文膽」，也曾參與《東湧日報》旗下畫刊《東引畫刊》第三期及第四期的製作，也擔任《東引畫刊》第四期總主筆。1987年，彭文正退伍，成為臺視新聞記者並于1991年參與中華民國八十年國慶閲兵的解説。
2000年2月，彭文正帶領學生創辦「數博網」，提供開發軟體、網路民調的服務，向資料採礦市場發展，並與學生共同設計「網路問卷產生器」且申請專利。
2003年7月19日，彭文正與當時在中天新聞台擔任新聞主播的李晶玉結婚。2006年9月1日，擔任好消息衛星電視台益智節目《誰來挑戰》主持人。
2009年6月16日，彭文正參加傳播學者連署譴責旺旺中時媒體集團，他說，經營文化事業者應有更大的心胸接受別人批評，他建議旺旺中時媒體集團總部收回寄給傳播學者或記者的存證信函，並寄道歉信函向學者道歉。
2010年底，彭文正與學生研發耗時一年半，共同完成即時通訊軟體31SMS。
2012年至2014年，民主進步黨在蘇貞昌與蔡英文先後擔任黨主席期間，透過立法院黨團總召集人柯建銘積極勸說彭文正代表該黨參選新竹市市長，但都被彭文正拒絕；但柯建銘一直不死心，甚至曾經透過交情找來彭文正曾在行政院國家科學委員會任職的岳父李偉遊說也無功而返。
2014年8月4日起，與其妻李晶玉共同主持壹電視新聞台晚間政論節目《正晶限時批》，初期節目收視率不佳，甚至只有0.05上下，就連彭文正都曾笑稱：「節目的收視率低到，不要說人不敢來，連鬼都不敢來」，後因2014年九合一大選及慈濟事件在網路上引發討論聲量，進而帶動收視率成長。

2015年3月16日晚間，彭文正在臉書宣布與李晶玉一同辭去《正晶限時批》的主持工作，並表示由於受到內湖保護區反慈濟開發事件等事件的影響，並於前一晚的節目片尾，寫出藏頭詩「黑手來了，不如歸去」表示抗議。
| “ | 抹黑施壓告官不如自修止謗 不擇手段干預心如止水應對 否極泰來等待黎明歸真返璞 公義真理然於胸來去自如 | ” |

2015年4月5日，在與壹電視董事長練台生面談後，正式對外宣布和同為主持人的妻子李晶玉回鍋，隔日下午確定進棚錄影，節目名稱不變。
2015年6月3日，同時擔任台大教授及節目主持人的彭文正被教育部長吳思華認定為「違法兼職」。彭文正曾向台大提出「壹電視產學合作案」解套，但引發系所內教授反彈。同年8月11日，彭文正向台灣大學新聞研究所請辭教職，並重返《正晶限時批》主持。
2016年7月31日，於壹電視主持的《正晶限時批》停播。同年8月22日，偕同原班人馬與其妻李晶玉共同主持民視政論節目《政經看民視》。
2019年4月22日，當初找彭文正夫妻主持節目的董事長郭倍宏因涉入挪用上億公款爭議遭撤換下台，彭表示與民視之間有簽的合約但未能證實，被質疑簽黑約拿高薪，《政经看民视》遭民视腰斩。随后原班人马在YouTube开播新节目《政经关不了》，2019年5月1日开播。
2019年5月8日，彭文正宣布成立政經傳媒有限公司，並擔任董事。
2021年11月19日，彭文正因其爆料總統蔡英文論文造假，遭檢方以加重誹謗、公然侮辱罪起訴，但在台北地院審理過程中滯留美國未歸。台北地方法院認為彭文正有逃亡事實，依刑事訴訟法第84條規定予以通緝。彭於直播中強調自己不是不出庭，而是法官不讓他申請視訊出庭。
2025年1月17日，彭文正在臉書宣布收到致函獲邀以貴賓（VIP）身分參與美國第47任總統唐納·川普的就職典禮和就職晚宴。但隨即遭到事實查核中心認證照片為盜用他人圖片。

## 爭議

### 影射馬英九性取向失言風波
2015年3月20日，彭文正、李晶玉夫妻上台北之音的《蔻蔻早餐》廣播節目閒聊，主持人周玉蔻問任職台大新研所的教授彭文正是否有女學生仰慕，他竟回：「學生都以為我是同志，這樣講馬總統會不會比較喜歡我？」影射總統馬英九性取向。
藝人李明依對彭的發言不以為然：「開玩笑歸開玩笑，但不能過頭，畢竟講的對象是總統，應該適可而止，別再去扯這些。」于美人則反酸彭文正：「可惜他結婚，否則他絕對是同志天菜，希望馬總統支持同志平權。」羅霈穎則說，這種話不應該在大眾面前說，但不管即將卸任的馬英九或是有意角逐總統的蔡英文，都應為同志發聲。楊烈也批：「你要說馬是同志，就直接說出來，別拐彎抹角。」 國立臺灣師範大學大眾傳播研究所教授胡幼偉指出，彭文正是新聞學者，接受訪問時若要談論個人，應該要對事不對人、不針對某些特質嘲諷，批評也應該要有具體證據。胡幼偉說，總統府、馬英九本人或周遭人士已經多次澄清過馬英九的性取向，彭文正還這樣講，不知用意是什麼。對此彭文正聞訊才表示道歉：「把話收回來」。

### 赴美生子風波
2016年3月23日，刑事局偵破一起貴婦跨國詐領健保費案，代辦中心安排孕婦到美國剖腹生產，再以「病因性剖腹」名義，回台後申請保險，不法獲利超過3千萬，涉案人士不乏許多高知識分子，《周刊王》爆出警方約談的第二波名單中，洪曉蕾、李晶玉夫婦等人都在名單內。對此李晶玉在臉書上駁斥，表示10年前懷孕時曾出現各種不適症狀，甚至還在播報新聞時出現嚴重低血壓幾乎休克，她決定聽從醫生的建議遠離壓力，赴美休息待產，卻因突發狀況提前緊急剖腹生產，竟被如此抹黑，認為《周刊王》李姓記者報導不實，憤而提告。2017年10月26日台北地檢署認為李姓記者有查證，給予不起訴處分。 然而二審認為，刑事局掌握的可疑名單並無李晶玉，也未將她列為下波約談對象，而且她也沒有曾以在美國分娩為由，申請核退健保醫療費，周刊王報導內容與事實不符，警方並未向記者表示李晶玉涉案，且當時李晶玉身在國外，記者未向李晶玉查證，記者雖稱出刊前有傳簡訊給李，但李否認有收到，法院認定周刊王未盡合理查證義務。
前國民黨立委蔡正元當時在臉書上批評李晶玉、彭文正兩人，「愛台灣不離口、拜台獨不離手，但專程去生美國人，拒絕生台灣人，心思令人疑竇。」認為兩人結合美國特殊醫療診所弄單據回台灣「詐健保」。隔天再將文章貼到LINE群組分享。彭文正與李晶玉憤而依加重誹謗罪嫌提自訴，認為蔡正元毀損兩人名譽。蔡正元在法庭上否認犯罪，指稱引用媒體報導加以評論，且彭文正也在LINE群組中，若有意見可以直接反應，但彭從未回應，並加碼酸兩人還替月子中心打廣告，擺明是要拉台灣人去做美國人。2018年4月17日士林地方法院下午4點宣判，認為蔡正元陳述具公益關聯性，且引用新聞報導加以評論，並非刻意虛偽捏造，判蔡無罪。不過本案上訴到高等法院遭到逆轉，變成蔡正元需要賠償彭文正、李晶玉夫婦20萬元且公開道歉，最高法院今（1日）也駁回蔡正元上訴，全案定讞。

### 違法兼職問題
彭文正因為曾同時擔任《正經限時批》節目主持人和台灣大學新聞所教授，2015年6月3日教育部長吳思華認定彭文正是兼職。。2015年8月11日，彭文正正式向台灣大學新聞研究所請辭教職。
2016年7月，彭文正在臉書指控台大新聞所前所長同時也是國家通訊傳播委員會委員的洪貞玲在台大升等案涉及違法舞弊，遭洪貞玲在臉書反嗆「違法兼職而離開台大的電視名嘴」，彭不滿對洪提起刑、民事告訴，索賠200萬元並要求洪貞玲登報道歉。2017年11月4日，台北地院法官認為彭文正兼職爭議，在洪貞玲發文前就已被社會廣泛討論，當屬可受公評之事，且彭是知名人物，又擔任大學教授，操行操守與公益息息相關，應有較大容忍公眾檢視程度，洪女言論雖偏頗、尖酸或聳動誇張，仍應善意評論保障，因此判洪女免賠。
2018年8月臺灣高等法院認為，彭文正的兼職明顯超過法定兼職時數8小時上限，他自2014年8月間起至2015年6月30日止兼職節目主持人確實不符規定（直到2015年6月才提出兼職申請），雖然教育部後來有函詢臺大釐清，但這事後的動作並不能拿來解釋先前的行為合法，並認為他是自願性公眾人物，應有較高忍受批評的程度，支持地方法院的判決，駁回彭文正的上訴。而彭文正另控告洪貞玲涉犯刑事的加重誹謗罪部分，台北地檢署認為彭文正事後才向台大申請兼職，但申請結果尚未出爐，彭男就辭職了，洪女根據《教育人員任用條例》和《公立各級學校專任教師兼職處理原則》質疑彭男未報准就兼職名嘴，並非沒有根據，將洪女不起訴。

### 與柯文哲在line上爭執流出
2017年10月5日，與時任台北市長柯文哲在line上互嗆內容流出，彭文正指稱是柯文哲流出，但是觀其流出圖片，應該是彭文正自行將圖片傳給記者報導其對話標題是柯文哲，若是柯文哲流出對話標題應該是彭文正，故流出者應是與柯文哲對話者。

### 遭「台大自主聯盟」指控剽竊竄改學生連署書
2018年5月31日，遭「台大自主聯盟」指控剽竊竄改學生連署書，將其「邀請管中閔赴畢業典禮致詞」連署書竄改「邀請管中閔台大畢業典禮公開道歉」連署書，發起連署之學生不排除將提出刑事告訴。
2018年6月1日，彭文正在臉書貼出了「新版」聯署書，開頭就直接點名「自稱台大自主聯盟的同學好，首先恭喜大家，不管你是否畢業、是否領有黨證，經過了台大校長弊案風波，應該上了寶貴的一課，值得領取一張印有倒著的台大校徽的學分證明書了。你一定會疑惑為什麼校徽是倒著的？答案是它在提醒我們，台大校訓『敦品勵學、愛國愛人』，不是喊爽的，是需要被檢驗的。」他更寫下「在台大校內已有不少畢業學生頗有微詞，希望能給台大自主聯盟一個機會，在畢業典禮上向台大師生和社會大眾做個澄清並道歉，以良知見證，用真情告解。」似乎是正式向臺大自主聯盟宣戰。

### 指控辛旗與柯文哲見面事件
2018年4月4日播出的《政經看民視》節目中，主持人李晶玉將活動中所拍攝的照片中，與柯合照的其中一人：中國人民解放軍少將辛旗的照片做比較，並以紅圈指出該活動照片中的男子就是辛旗，而節目來賓周玉蔻也表示「至少我們比對那個照片是一樣的」。
後來時任台北市議員的黃向羣澄清其為他的哥哥黃向成，對於此錯誤指認，彭文正則回應：「政經看民視對於未能揭穿柯文哲所有謊言，深感抱歉」。

### 曾斷言柯文哲募不到款
2018年4月4日播出的《政經看民視》節目中，彭文正則認為柯文哲接下來的困境是「募款會募不到」，來賓周玉蔻在一旁附和：「誰要給他錢啊」。
無黨籍台北市長參選人柯文哲的群眾募資網站，於2018年7月25日上線，不到半天就募得1310萬元新台幣，當日晚間9點宣布達標。該畫面後來成為網路媒體的創作來源，諷刺「彭文正被柯文哲打臉」。

### 2018台北市長選舉民調爭議
2018年9月20號，彭文正自行舉辦民調，民調顯示：民進黨台北市長候選人姚文智支持度92.65%，無黨籍柯文哲、國民黨丁守中支持率僅3.24%、2.64%，引起網友熱議。丁守中被問到這件事時，大笑反問記者：「90幾趴那也滿好的」；姚文智則表示，本來就有各種不同調查方法。媒體問姚文智是否認為抽樣較可信任，姚文智表示：他相信彭文正堅持台灣價值。

### 與民視新聞副總胡婉玲互槓
2018年11月16號，彭文正在臉書直接槓上民視新聞部副總胡婉玲，要求胡婉玲於24小時內以書面公開致歉，甚至指稱她霸凌同事數十年，文章甚至還爆出現今最敏感的議題「#MeToo」，指逾十人受害。
面對彭文正的指控，胡婉玲回應爆粗口是「從來沒有的事」，並表示是因為《政經看民視》違反中選會規定卻仍然要播出民調內容可能導致公司被罰2000萬元的風險，她也去面報董事長郭倍宏與總經理王明玉等高層，最後董事長裁示願冒遭罰錢風險也要做出公布民調的決定。

### 質疑蔡英文博士論文學位造假
2019年6月10號，曹長青臉書發文質疑總統蔡英文學位造假、論文是否存在的疑慮，彭文正隨即於11號在臉書力挺，表示認同曹的查證，是他在學術界25年碰到最怪的事（於倫敦政經學院（LSE）官網就有恭賀蔡英文的訊息。於ProQuest的搜尋結果 （页面存档备份，存于）中，顯示論文未發售並不可閱覽）。彭亦在臉書與網友筆戰。
同年，彭文正發起組團去倫敦讀論文，10月18號，彭文正、林環牆兩人在台灣時間晚上九點，於英國倫敦薩伏伊飯召開國際記者會，對於蔡英文的博士學位提出質疑，並提出六大問題。並藉由YouTube頻道「政經關不了」進行直播，據當地學生指出，現場人數僅有7人，且都是華人，外媒皆無到場。
12月9日，彭文正對蔡英文提出「確認論文不存在」的民事告訴。2020年1月15日台北地院釋出駁回理由指出，蔡英文是否取得博士學位的事實請求確認，而非請求確認法律關係；彭未具體指明論文存在與否，加上論文存在與否或蔡英文是否具有博士學位，均屬單純事實問題，並非法律關係，均不得作為訴訟標的，故彭提告顯無理由，故判決敗訴。2022年12月，台北地院更一審駁回彭文正的上訴，認定蔡英文具有博士學位。彭文正對此提起上訴，台灣高等法院在2025年5月駁回上訴。
2020年1月20日，彭文正提告確認蔡英文學歷案，二審高院20日開庭後認定，訴訟程序有重大瑕疵，廢棄原判決，發回台北地方法院更為審理。2021年3月31日，台北地檢署正式依加重誹謗罪起訴彭文正，不起訴林環牆、賀德芬。
2021年11月19日，其涉「誹謗」總統蔡英文學歷造假，遭起訴但未到庭，且滯留美國。台北地方法院認為彭文正有逃亡事實，依刑事訴訟法第84條規定予以通緝。

## 評論
2006年7月，中天新聞台報導時任中華民國總統陳水扁之妻吳淑珍體重爆瘦新聞，以電腦動畫將人體骨骼合成在吳淑珍身上，醜化吳淑珍，播報當節新聞的主播，正是其妻李晶玉。同月7日，彭文正被指責後，批評中天新聞台報導這則新聞相當不妥，「做為專業媒體，不該逾越人道觀念」，「晶玉和我都對現今新聞亂象感到無奈，我也和她商量是否應該辭去新聞工作，不要每天背負那麼大的社會輿論、指責」；彭文正認為，來自大眾的譴責很沉重，臺灣社會應該找回「人味」，多些慈悲心、良心、愛心、寬容心，「如果可以，我願代晶玉向社會致上最大歉意」。
2006年11月3日，談到棒球，彭文正一臉興奮，拿起臺灣首度登上夏季甲子園的紀念球，要示範棒球投手王建民的伸卡球給記者看；他說，「看王建民投球彷彿看到人生」，但他把王建民的簽名球送人了，「因為所有關於他的事情都已經在我腦中了，不用任何收集」；他把王建民比喻成「禪」的境界，指王建民柔中帶剛的球看似好打卻打不遠，讓所有強勁對手都傷透了腦筋，也奠定了王建民現在超強的地位。
2007年4月28日，國立臺灣大學大氣科學系與國立中央大學大氣科學系合辦「2007台大、中央校園氣象主播比賽」決賽，彭文正、華視氣象主播任立渝與中視氣象台主播張雅婷擔任評審，彭文正自嘲是唯一「外行」的評審；彭文正認為，由於比賽是學生主辦，雖不夠正式，但瑕不掩瑜，狀況已相當不錯；彭文正並期待之後比賽能擴大舉辦，讓更多人重視「專業」、明白大氣科學的重要性、而不只把天氣預報時段當作新聞墊檔的時間。
2012年9月4日，彭文正說，壹傳媒對臺灣「功多於過」，他聽到壹傳媒要賣旗下平面媒體的消息後感覺有一點惆悵；壹傳媒沒有什麼不敢打，是很多媒體「學不來」或「不敢學」的特點；如果沒有《臺灣壹週刊》，陳水扁現在不會關在牢裡，前行政院秘書長林益世的案子也不會爆開。
2013年10月22日，《臺灣蘋果日報》即時新聞報導，藝人歐陽妮妮本日一早起床，拿起一件很久沒穿的外套，意外發現外套口袋裡有新臺幣200元，又驚又喜的她在微博發文「感覺是今天美好一天的開始，今天應該沒有什麼事比這更開心了」。該篇新聞上網後，被網友瘋狂轉貼、罵聲四起。2013年10月23日，彭文正說，該篇新聞單日就吸引了30多萬人次點閱，不知賺進多少額外流量，「這只能證明媒體『高瞻遠矚』」；他認為，該篇新聞成功是很多巧合組在一起的結果，媒體掌握了「網路族群」的特性，正經八百的國家大事沒人看，瑣碎無用的個人小事被無限放大，「不是媒體無聊，是我們的讀者太無聊」；他說，該篇新聞不啻是對傳統媒體的一種反諷，過去新聞學教科書裡教導的概念在網路時代顯得格格不入、「已經可以丟到資源回收桶了」。
2014年11月27日，《正晶限時批》片尾字卡被眼尖觀眾發現有藏頭詩「國民黨完了，民進黨別笑」，引發網友熱議；彭文正說，字卡是他所寫，這也是他對2014年九合一選舉的看法，中國國民黨與民主進步黨都應該有所警惕。
| “ | 國家大事選賢與能主權在民 主價值首重法治毋需躁進 黨同伐異栽贓抹黑尚黑是黨 完人不在全是政客好壞難別 然於胸勝負恩怨皆付談笑 | ” |

### 軼聞
2014年12月4日，《正晶限時批》談到卸任政治人物回學校任教的例子，提到前行政院院長江宜樺可能返回國立臺灣大學任教一事，彭文正說「如果江宜樺能夠回臺大，我就辭臺大，因為《正氣歌》上說『雞棲鳳凰食，牛驥同一皁』」；李晶玉馬上從微笑表情變臉，側過頭冷峻地瞪著彭文正，讓彭文正馬上切廣告。
2015年10月4日，彭文正在《正晶限時批》節目中，稱媒體爆料國安會秘書長胡為真非法介入蔡英文遭調查局監控，利用情治調查系統蒐集選舉的相關情報，後遭胡為真以及馬英九否認，之後另有調查局長承認做選舉的搜查情報確有此事隨後彭文正表示：「（情搜）每個政權都會用，想盡辦法古今台外，外國也是這樣，要不水門事件怎麼來的？」在「古今台外」的說法傳出後，隨即引發了網友的調侃。之后在2019年4月3日播出的《政经看民视》节目中，谈论到蔡英文和赖清德谁更可能代表民进党参选总统，彭文正点评某位美国律师的意见时称：“这篇文章，我通篇看起来，我觉得非常的台肯，没有看到任何不好的地方”，再次引发舆论热议及调侃。
2020年1月19日，彭文正在臉書引用聖經路加福音8章17節諷刺時事。
2022年10月28日，因遭通緝赴美的彭文正表示自己的中華民國護照已遭註銷。外交部回應彭文正若打算返國，可申請返國專照以返國，他的國籍也沒有被註銷。

## 學歷
- 佳音神學院[85]
- 淡江大學心理與諮商研究所
- 美國威斯康辛大學麥迪遜分校新聞大眾傳播博士
- 美國威斯康辛大學麥迪遜分校公共行政與管理碩士
- 國立臺灣大學生物產業傳播暨發展學系（原農業推廣學系）學士
- 國立中央大學
- 國立臺灣師範大學附屬高級中學
- 臺北市私立復興中小學初中部
- 臺北市私立復興中小學國小部
- 臺北市中正區東門國民小學

## 經歷
- 基督教長老[86]
- 《東湧日報》義務役軍事記者
- 台視新聞記者
- 台視新聞主播、製作人
- TVBS新聞部顧問
- 數博網創辦人
- 國立臺灣大學管理學院傳播媒體研究中心副主任
- 國立臺灣大學多媒體製作中心主任
- 國立臺灣大學新聞研究所所長
- 客家電視台執行長
- 公廣集團董事會董事
- 壹電視新聞台主持人
- 民視新聞台主持人
- 政經傳媒主持人

## 出版作品

### 著作
| 出版日期       | 書籍名稱                               | 作者                                      | 出版社             | ISBN               |
| 2009年2月1日   | 《客家傳播理論與實證》                 | 彭文正                                    | 五南圖書出版公司   | ISBN 9789571155494 |
| 2010年9月1日   | 《傳播研究方法》                       | 陳國明、彭文正、葉銀嬌、安然合著          | 威仕曼文化         | ISBN 9789868574649 |
| 2016年9月20日  | 《走過風雨望青天：郭瑤琪冤判八年奇案》 | 彭文正/總策劃                             | 費邊社文創有限公司 | ISBN 9789869237376 |
| 2017年4月28日  | 《電視新聞實務》                       | 彭文正、廖士翔                            | 三民書局           | ISBN 9789571462677 |
| 2017年5月2日   | 《本土原味，台灣心聲：笨湖精彩一生》   | 金恆煒、彭文正、曹長青/主編，卜大中 等/著 | 前衛               | ISBN 9789578018181 |
| 2017年5月2日   | 《本土原味，台灣心聲：笨湖精彩一生》   | 金恆煒、彭文正、曹長青/主編，卜大中 等/著 | 前衛               | ISBN 9789578018181 |
| 2022年5月20日  | 《惡官1》                              | 彭文正/主編，張靜、李震華、林秉松/合著    | Thesis7ting LLC    | ISBN 9798986219301 |
| 2023年6月15日  | 《惡官2》                              | 彭文正/主編，張靜、李震華、林秉松/合著    | Thesis7ting LLC    | ISBN 9798986219332 |
| 2023年11月10日 | 《惡官3》                              | 彭文正/主編，張靜、李震華、林秉松/合著    | Thesis7ting LLC    | ISBN 9798986219370 |

## 主持作品

### 曾播報或主持的節目
| 年份                         | 頻道              | 節目             | 備註         |
| 待查                         | 台視              | 《台視晚間新聞》 | 週末主播     |
| 1990年10月10日               | 台視              | 《台視晚間新聞》 | 雙十國慶主播 |
| 1991年10月10日               | 台視              | 《台視晚間新聞》 | 雙十國慶主播 |
| 2005年9月1日－待查           | 好消息衛星電視台  | 《誰來挑戰》     | 主持人       |
| 2014年8月4日－2016年7月31日  | 壹電視新聞台      | 《正晶限時批》   | 主持人       |
| 2016年8月22日－2019年4月22日 | 民視新聞台        | 《政經看民視》   | 主持人       |
| 2019年5月1日－               | YouTube、Facebook | 《政經關不了》   |              |

## 外部連結
- 彭文正的Facebook專頁
- YouTube上的彭文正頻道
- 彭文正的Instagram帳戶